# Lövestad
Lövestad est une localité suédoise dans la commune de Sjöbo en Scanie.
Sa population était de 668 habitants en 2019.